# Benoit Maurice
Pour les articles homonymes, voir Maurice.
Benoit Maurice, né le 16 septembre 1971 à Toulon (Var), est un joueur professionnel de football. Il joue au poste de défenseur central dans les années 1990.

## Biographie

### Carrière de joueur
Benoit Maurice est formé au Stade lavallois, où il arrive en provenance de Bourges en 1988. Scolarisé en section sport études au lycée Ambroise-Paré de Laval, il obtient un baccarauréat D. Il fait ses débuts en équipe première à 19 ans.
Avec Pascal Braud puis Christophe Ferron, il forme pendant près d'une décennie la charnière centrale du Stade lavallois, demi-finaliste de la Coupe de France en 1993 et 1997.
En mai 1998 il apprend qu'il ne fera pas partie de l'effectif du Stade lavallois pour la saison suivante. Il effectue un essai, non concluant, au FC Sion en Suisse, avant de rebondir à l'Amiens SC.
Il met un terme à sa carrière de footballeur en 2002, après avoir disputé un total de 272 matchs en Division 2.

### Reconversion
En juin 2004, il obtient la partie spécifique du brevet d'État d'éducateur sportif deuxième degré (BEES 2e degré), nécessaire à l'obtention du diplôme d'entraîneur de football (DEF). Il entraîne le club mayennais de l'ES Bonchamp pendant trois saisons.
Après sa carrière de joueur, Benoit Maurice intègre le directoire du Stade lavallois en 2007, en parallèle de sa reconversion dans le BTP.

## Clubs successifs
- 1988-1998 :  Stade lavallois
- 1998-2000 :  Amiens SC
- 2000-2001 :  Clermont Foot
- 2001-2002 :  Chamois niortais[5]

## Carrière d'entraîneur
- 2003-2006 :  ES Bonchamp